# Diastatea ghiesbreghtii
Diastatea ghiesbreghtii là loài thực vật có hoa trong họ Hoa chuông. Loài này được (Kuntze) E.Wimm. mô tả khoa học đầu tiên năm 1948.